# 李成佑
李 成佑（イ・ソンウ、朝鮮語: 이성우、1896年または1897年1月15日 - 1965年8月7日）は、大韓民国のジャーナリスト、政治家。制憲韓国国会議員。
本貫は咸平李氏。字は載旭、号は東圃。元群山僉使で東学党の乱で処刑された農民軍幹部の李泰亨は祖父。進歩派活動家の李一行、元全羅南道議会議員の李連行は息子。

## 経歴
全南咸平出身。中東学校卒。長年農業を営み、解放後は咸平農林中学校後援会長、新聞社の支局長を経て、1948年の初代総選挙で無所属の国会議員に当選した。その後は大韓労農党、大韓国民党に入党した。